# Cobalt Strike
 (septembre 2022).
La mise en forme du texte ne suit pas les recommandations de Wikipédia : il faut le « wikifier ».
Les points d'amélioration suivants sont les cas les plus fréquents :
- Les titres sont pré-formatés par le logiciel. Ils ne sont ni en capitales, ni en gras.
- Le texte ne doit pas être écrit en capitales (les noms de famille non plus), ni en gras, ni en italique, ni en « petit »…
- Le gras n'est utilisé que pour surligner le titre de l'article dans l'introduction, une seule fois.
- L'italique est rarement utilisé : mots en langue étrangère, titres d'œuvres, noms de bateaux, etc.
- Les citations ne sont pas en italique mais en corps de texte normal. Elles sont entourées par des guillemets français : « et ».
- Les listes à puces sont à éviter, des paragraphes rédigés étant largement préférés. Les tableaux sont à réserver à la présentation de données structurées (résultats, etc.).
- Les appels de note de bas de page (petits chiffres en exposant, introduits par l'outil «  Source ») sont à placer entre la fin de phrase et le point final[comme ça].
- Les liens internes (vers d'autres articles de Wikipédia) sont à choisir avec parcimonie. Créez des liens vers des articles approfondissant le sujet. Les termes génériques sans rapport avec le sujet sont à éviter, ainsi que les répétitions de liens vers un même terme.
- Les liens externes sont à placer uniquement dans une section « Liens externes », à la fin de l'article. Ces liens sont à choisir avec parcimonie suivant les règles définies. Si un lien sert de source à l'article, son insertion dans le texte est à faire par les notes de bas de page.
- La présentation des références doit suivre les conventions bibliographiques. Il est recommandé d'utiliser les modèles {{Ouvrage}}, {{Chapitre}}, {{Article}}, {{Lien web}} et/ou {{Bibliographie}}. Le mode d'édition visuel peut mettre en forme automatiquement les références.
- Insérer une infobox (cadre d'informations à droite) n'est pas obligatoire pour parachever la mise en page.

Pour une aide détaillée, merci de consulter Aide:Wikification.
Si vous pensez que ces points ont été résolus, vous pouvez retirer ce bandeau et améliorer la mise en forme d'un autre article.
 (septembre 2022).
Cobalt Strike est un logiciel aux fonctions flexibles permettant de simuler l'espionnage économique sur son propre réseau, de tester des mesures de défense et d'améliorer sa propre sécurité informatique. Ses fonctionnalités incluent la reconnaissance de l'attaque, l'intrusion, l'établissement d'un accès stable avec une base opérationnelle solide sur le réseau de la victime et le vol ultérieur de données.
Cobalt Strike peut détecter les failles de sécurité en utilisant comme adversaire une Red Team, un groupe indépendant de programmeurs, qui ne possède pas ou peu d'informations sur le système et sa structure. Une collection d'outils d'attaque est disponible, parmi les outils de post-traitement figure un générateur de rapports.

## Historique
Depuis octobre 2015, Cobalt Strike ne partage plus son code avec l'outil graphique de gestion des cyberattaques Armitage et ne dépend plus du framework Metasploit. Il reste néanmoins étroitement lié à ces deux outils.

## Caractéristiques
Cobalt Strike peut reproduire les tactiques et les techniques d'un adversaire avancé dans un réseau. Contrairement à d'autres tests d'intrusion qui ciblent principalement les vulnérabilités non corrigées et les mauvaises configurations, Cobalt Strike cible les opérations liées à la sécurité. À l'aide d'agents de post-traitement et de canaux cachés, Cobalt Strike agit comme un acteur discret et intégré à long terme dans le réseau. La fonction Malleable C2 peut modifier les indicateurs du réseau afin de ressembler à chaque fois à un programme malveillant différent.
En complément, Armitage peut être utilisé pour envoyer des données utiles de Cobalt-Strike à Metasploit et exploiter les vulnérabilités trouvées. Inversement, les attaques Metasploit peuvent être transmises virtuellement par un tunnel.